# Вест Слоуп (Орегон)
Вест Слоуп (енгл. West Slope) насељено је место без административног статуса у америчкој савезној држави Орегон.

## Демографија
По попису из 2010. године број становника је 6.554, што је 112 (1,7%) становника више него 2000. године.
| Група             | 2000.         | 2010.         |
| Белци             | 5.577 (86,6%) | 5.409 (82,5%) |
| Афроамериканци    | 93 (1,4%)     | 127 (1,9%)    |
| Азијати           | 277 (4,3%)    | 280 (4,3%)    |
| Хиспаноамериканци | 307 (4,8%)    | 438 (6,7%)    |
| Укупно            | 6.442         | 6.554         |